# The Teen Idles
The Teen Idles est un groupe américain de punk hardcore originaire de Washington. Formé en août 1979, le groupe se compose des adolescents Nathan Strejcek, Geordie Grindle, Ian MacKaye et Jeff Nelson ayant effectué deux sessions de démos et sorti un EP intitulé Minor Disturbance avant leur séparation en novembre 1980. Le label discographique Dischord Records était à l'origine créé dans l'unique objectif de commercialiser le premier album des Teen Idles, à cette époque devenus fondateurs du mouvement D.C. hardcore. MacKaye et Nelson formeront par la suite le groupe punk Minor Threat.
The Teen Idles est l'un des premiers groupes punk rock du mouvement hardcore à jouer ailleurs que dans leur scène régionale. Inspirée de groupes punk comme the Cramps et Bad Brains, la musique des Teen Idles est une première version du punk hardcore, et une tentative « de s'échapper d'une musique sérieusement corrompue », selon les termes de MacKaye. Leur apparition, paroles et style musical cherchent à raviver un mouvement punk qu'ils croient enterré.

## Biographie

### Formation
En 1978, Ian MacKaye découvre le punk rock sur la chaîne de radio étudiante locale WGTB à l'université de Georgetown. Il fait la rencontre de Jeff Nelson, l'un de ses camarades de classe. Ils se lient d'amitié et découvrent un intérêt commun pour le punk. MacKaye et Nelson assistent à leur premier concert de punk en janvier 1979—un concert des Cramps pour WGTB. Le concert inspire le duo ; MacKaye admet plus tard : « C'était dingue parce que la première fois que j'ai vu cette monstrueuse communauté totalement invisible rassemblée à cet événement tribale. [...] Je me suis dis, 'ça me plaît. C'est un monde dans lequel je veux vivre. C'est ça qu'il me faut. »
Après avoir assisté à un concert des Bad Brains, MacKaye et Nelson se lancent dans un groupe punk, les Slinkees, avec leurs amis étudiants George Grindle et Mark Sullivan. Les Slinkees participaient à un concert avant l'arrivée de Sullivan. N'ayant pas réussi à recruter un ami de MacKaye, Henry Garfield (plus tard Henry Rollins), le groupe engage Nathan Strejcek au chant. Les Slinkees se renomment par la suite en Teen Idles. Après quelques tournées et répétitions pendant de nombreux mois, le groupe enregistre deux sessions de démos dans un studio local en février et avril 1980, tandis que l'ingénieur son et un autre groupe invité se moquent ouvertement de ce qu'ils jouent. Ils jouent également lors de fêtes locales, et pour Bad Brains dans une galerie d'arts située dans le voisinage d'Adams-Morgan, Madam's Organ.
Souhaitant jouer une musique punk plus solide, que le groupe pense gâché par la new wave, les Idles cherche à se rendre le plus intimidant possible. Ils se rasent la tête, se laissent pousser la crête iroquoise et portent des accessoires punk. Nelson et MacKaye plantent même des punaises dans les semelles de leurs bottes pour faire un « claquement sinistre » lorsqu'ils marchent. La présentation visuelle du groupe est contradictoire par rapport à leur comportement ; selon MacKaye, « pendant les soirées et entouré de notre communauté, on était totalement loufoques. On était très honnêtes — on cassait rien, on taguait rien. [...] On faisait rien — tout le monde nous hait à cause de notre look. »
Après quelques concerts à Washington aux côtés de groupes comme Untouchables, les Idles décident d'organiser une tournée sur la côte ouest en janvier 1980. Avec Garfield et Sullivan, le groupe voyage jusqu'en Californie. Ils sont immédiatement appréhendés par la police à leur arrivée, et après leur avoir fait face, Nelson est menotté pendant une heure. Au début de leur tournée, les Teen Idles sont refusés à l'entrée du Hong Kong Cafe de Los Angeles à cause de leur âge. Devant jouer aux côtés des Dead Kennedys et des Circle Jerks, ils sont contraints de jouer le lendemain avec the Mentors et un groupe appelé Puke, Spit and Guts en échange de 15 $. Les Teen Idles impressionne le public ; MacKaye explique plus tard que « les gens étaient impressionné par notre rapidité [aux instruments]. » À leur retour à Washington, les Teen Idles sont invités par Skip Groff, gérant d'un boutique locale Yesterday and Today, à l'enregistrement de quelques chansons pour Inner Ear, un petit studio situé à Arlington (Virginie). Ils sont présentés à l'ingénieur son et propriétaire Don Zientara. Sept chansons sont enregistrées. Cependant, le groupe ne savent pas quoi faire des cassettes et les mettent éventuellement de côté

### Séparation etMinor Disturbance
Durant fin 1980, les Teen Idles décident de se séparer, en particulier à cause d'un désaccord entre Grindle et Nelson. La nouvelle petite amie de Grindle, une chrétienne born again désapprouve son groupe ce qui mène Grindle à se remettre en question. Des tensions entre Grindle et Nelson se font sentir jusqu'à ce que Grindle décide de partir. Leur dernier concert se déroule le 6 novembre avec le groupe SVT au 9:30 Club. Après un an d'existence, le groupe remporte un total de 700 $. Ils doivent décider entre deux options : diviser l'argent entre membres, ou faire paraître les chansons qu'ils ont produites avec Zientara à Inner Ear. Choisissant la seconde option, Nelson, Strejcek et MacKaye forment Dischord Records avec l'aide de Groff's, pour la parution des chansons.

## Discographie
- 1981 : Minor Disturbance
- 1982 : 3 chansons sur Flex Your Head, compilation
- 1984 : premier EP réédité sur Four Old 7"s on a 12"
- 1995 : premier EP réédité sur Dischord 1981: The Year in 7"s
- 1996 : Teen Idles (démo, 1980)